# Algirdas Kopūstas
Algirdas Kopūstas (*  3. Januar 1949 in Ūlyčninkai, Rajongemeinde Ukmergė) ist ein litauischer Politiker.

## Leben
1965 absolvierte er die Schule Pašilė bei Ukmergė und 1969 das Technikum der Landwirtschaft in Buivydiškės und von 1973 bis 1982 Agronomie an der Lietuvos žemės ūkio akademija.
Von 1969 bis 1971 leistete er den Sowjetarmeedienst. Von 1975 bis 1989 war er Leiter von K. Požėla-Kolchos. Von 1999 bis 2004 war er Direktor von UAB „Atkočių agroservisas“ und seit 2004 Bürgermeister der Rajongemeinde Ukmergė.
Er war Mitglied der Valstiečių ir Naujosios demokratijos partijų sąjunga und ab 2005 der Lietuvos valstiečių liaudininkų sąjunga.

## Quelle
- Leben

| Personendaten    | Personendaten         |
| ---------------- | --------------------- |
| NAME             | Kopūstas, Algirdas    |
| KURZBESCHREIBUNG | litauischer Politiker |
| GEBURTSDATUM     | 3. Januar 1949        |
| GEBURTSORT       | Ūlyčninkai            |